# Defender-Europe 21
DEFENDER-Europe 21 — крупномасштабные совместные военные учения под руководством армии США, направленные на повышение готовности и взаимодействия между вооруженными силами США и НАТО и проходившие с середины марта по июнь 2021 года. Одни из крупнейших военных учений армии США под руководством НАТО в Европе за последние десятилетия. Более 28 000 военнослужащих из 26 стран провели почти одновременные операции в более чем 30 учебных районах в десятке стран, включая Украину. Среди заявленных целей военных учений «демонстрация нашей [НАТО] способности служить стратегическим партнером в области безопасности на западных Балканах и в Черноморском регионе, сохраняя при этом наши возможности в Северной Европе, на Кавказе, в Украине и Африке». Военные манёвры проходили на фоне обеспокоенности западных держав проходившими в России учениями в Южном и Западном военных округах. По словам Алексея Арестовича, задача военных учений в том, «что на акваториях от Балтийского моря до Черного моря отрабатывается — ну давайте прямым текстом — война с Россией, тема вооруженного противостояния с Россией».
Учения включали большее число стран НАТО и союзников США, проводящих мероприятия на более широкой территории, чем планировалось в 2020 году. Defender-Europe 21 также включали значительное участие ВВС и ВМС США. В ходе учений использовались ключевые наземные и морские маршруты, соединяющие Европу, Азию и Африку. В ходе военных учений были применены новые или высококлассные возможности, включая авиационные и ракетные средства, а также средства из бригад содействия силам безопасности армии США и недавно восстановленного 5-го армейского корпуса США.
Генерал Кристофер Дж. Каволи, генерал-командующий Армией Соединенных Штатов в Европе и Африке, сказал, что «Пока мы внимательно следим за ситуацией с COVID, мы доказали, что у нас есть возможность безопасно тренироваться, несмотря на пандемию». Министр обороны России Сергей Шойгу заявил, что Россия развернула войска к своим западным границам для «учений боевой подготовки» в ответ на «военные действия НАТО, которые угрожают России».